# Кашкалевский сельсовет
Кашкалевский сельсовет  — муниципальное образование в Бураевском районе Башкортостана.

## История
Согласно «Закону о границах, статусе и административных центрах муниципальных образований в Республике Башкортостан» имеет статус сельского поселения.

## Население
| 2002 | 2009  | 2010  | 2012  | 2013  | 2014  | 2015  |
| ---- | ----- | ----- | ----- | ----- | ----- | ----- |
| 1545 | ↘1380 | ↘1184 | ↘1140 | ↘1111 | ↘1057 | ↘1015 |
| 2016 | 2017  |       |       |       |       |       |
| ↘996 | ↘949  |       |       |       |       |       |

## Состав сельского поселения
| № | Населённый пункт | Тип населённого пункта          | Население |
| - | ---------------- | ------------------------------- | --------- |
| 1 | Кашкалево        | деревня, административный центр | ↘271      |
| 2 | Старокарагушево  | деревня                         | ↘291      |
| 3 | Даутларово       | деревня                         | ↘220      |
| 4 | Бакалы           | деревня                         | ↘195      |
| 5 | Ишмаметово       | деревня                         | ↘149      |
| 6 | Фрунзе           | деревня                         | ↘28       |
| 7 | Новокарагушево   | деревня                         | ↘26       |
| 8 | Ленин-Буляк      | деревня                         | ↘4        |